# Liste des bateaux dans Les Aventures de Tintin
Vous lisez un « bon article » labellisé en 2023.
Cette liste des bateaux dans Les Aventures de Tintin recense les noms et les présentations simplifiées des différents navires cités ou représentés dans Les Aventures de Tintin, univers fictif créé par le dessinateur Hergé. Leur grand nombre s'explique par l'omniprésence de l'univers maritime tout au long de la série, et plus encore à partir de l'apparition du capitaine Haddock dans Le Crabe aux pinces d'or en 1940.
Fidèle à sa recherche de réalisme et d'authenticité, Hergé, qui souhaite produire une œuvre exigeante et cohérente, fournit un riche travail préparatoire afin de représenter fidèlement ses navires. Il réunit ainsi une grande documentation iconographique, mais dessine également à partir de maquettes ou de croquis réalisés sur le terrain.

## L'univers maritime dansLes Aventures de Tintin
« Si l'on peut parler d'un hymne à la mer chez Hergé, c'est également parce que cette dernière représente le seul accès à l'inconnu. Pour Tintin, assoiffé d'aventures et qui, dans L'Étoile mystérieuse, a déjà foulé le sol de quatre continents, la mer reste le seul espace encore vierge et inexploré, qui lui permet de respirer un air que personne n'a encore respiré. »

— Samuel Bidaud, « Pour une poétique de la mer dans Tintin ».

### Un décor présent dès la naissance de la série
La mer est très présente dans Les Aventures de Tintin, au point qu'un élément maritime figure sur la couverture de cinq albums : L'Île Noire, L'Étoile mystérieuse, Le Secret de La Licorne, Le Trésor de Rackham le Rouge et Coke en stock. Hergé s'inscrit pleinement dans la tradition littéraire et cinématographique de la seconde moitié du XIXe siècle à l'entre-deux-guerres, qui repose sur l'imaginaire collectif occidental pour lequel la mer a longtemps constitué un espace aussi fascinant que redouté. D'ailleurs, le seul roman que Tintin lit dans ses Aventures est un classique du genre, L'Île au trésor de Robert Louis Stevenson.
Mais dans les premières aventures de la série, et jusqu'au Sceptre d'Ottokar en 1939, Tintin est avant tout un héros voyageur. Il emprunte une multitude de moyens de locomotion et se déplace aussi bien sur terre ou sur mer que dans les airs, dans le seul but d'aller vite et loin, comme le souligne le critique littéraire Philippe Goddin : « Pendant une dizaine d'années, Tintin aura entretenu avec l'univers maritime, et plus généralement avec l'élément liquide, le même rapport franc et décomplexé qu'il aura affiché à l'égard des autres moyens de transport. »

### Le«cycle maritime»desAventures

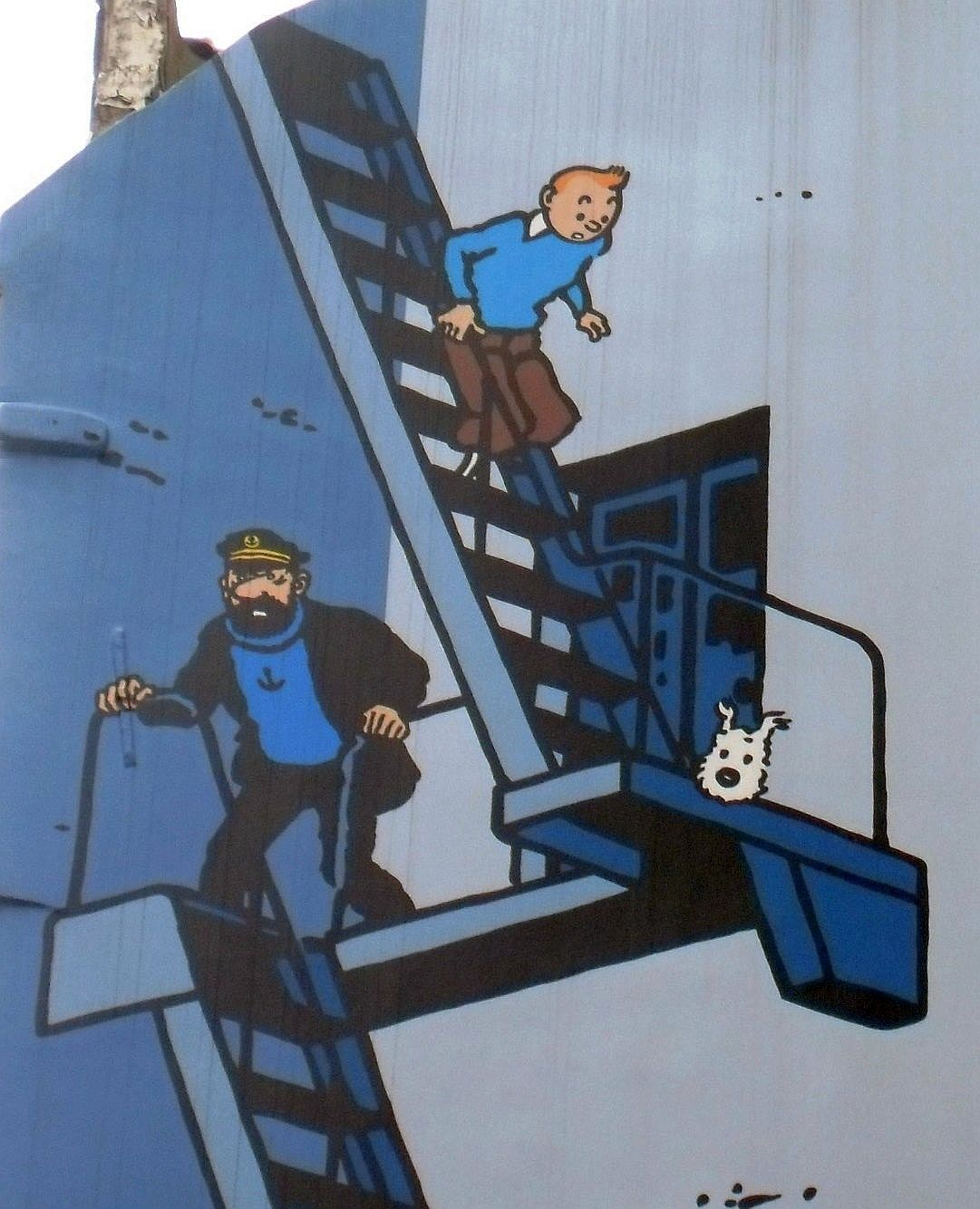
La rencontre du capitaine Haddock sur le cargo Karaboudjan entraîne Les Aventures de Tintin dans un cycle maritime.

Avec Le Crabe aux pinces d'or en 1940, marqué par la rencontre avec le capitaine Haddock, s'ouvre un cycle maritime qui se poursuit avec L'Étoile mystérieuse, Le Secret de La Licorne et Le Trésor de Rackham le Rouge. La mer est alors le décor principal de l'aventure, comme si pour Hergé, le créateur de la série, l'évasion de son héros semblait nécessaire dans le contexte d'occupation allemande de la Belgique pendant la Seconde Guerre mondiale.
C'est à cette période qu'Hergé fait apparaître des navires qui peuvent être considérés comme des personnages à part entière plutôt que de simples bateaux, à l'image de La Licorne ou du Sirius. L'amitié entre Tintin et Haddock, née sur le cargo Karaboudjan, est à ce point déterminante que le héros, qui voyageait jusqu'alors sur des paquebots, ne se déplacera désormais que sur des cargos. Hergé se fait là encore le témoin de son époque, dans la mesure où la Seconde Guerre mondiale met fin au règne du paquebot pour les voyages commerciaux, au profit de l'avion.

### Le«rendez-vous naval de la mer Rouge»
En 1956, Coke en stock constitue selon Yves Horeau « l'apogée de l'aventure maritime dans l'œuvre d'Hergé ». Dans cet album, où la mer est omniprésente, les bateaux sont si nombreux qu'il s'agit pour l'écrivain d'un véritable « rendez-vous naval de la mer Rouge ». Cet album marque cependant « le véritable adieu [des] héros au grand large », selon l'expression du professeur agrégé Michel Pierre, dans la mesure où, dans les dernières aventures de la série, Tintin ne prend plus le bateau en mer et n'arpente plus les quais des ports, bien que l'histoire de Vol 714 pour Sydney se déroule sur une île du Pacifique.
Tout au long de son œuvre, Hergé représente les différentes facettes de l'univers maritime : l'auteur fait évoluer son héros tout aussi bien sur de luxueux navires que dans l'atmosphère sinistre et empreinte de trafics de la marine marchande, mais il évoque également les récits d'aventures et de piraterie ou l'exploration scientifique, sans oublier les catastrophes auxquelles l'imaginaire marin est étroitement lié.

## Sources d'inspiration
Au milieu des années 1930, Hergé accorde de plus en plus d'importance au réalisme de ses œuvres et pour cela, chaque aventure est précédée d'un riche travail de documentation. Ainsi, la plupart des éléments issus des arts industriels sont parfaitement identifiables, comme le souligne le critique littéraire Philippe Goddin.
Comme le monde de la mer et des bateaux n’est pas familier à l'auteur, il perfectionne son savoir dans ce domaine. À partir de 1935, Hergé est abonné à la revue marine Wandelaer et sur l'eau et fréquente l'écrivain et collectionneur Alexandre Berqueman, pour qui il réalise la couverture d'un ouvrage intitulé Musées belges de la Marine. Par ailleurs, Hergé se rend parfois au parc Ten Reuken, dans la banlieue bruxelloise, pour y observer les passionnés de modélisme.

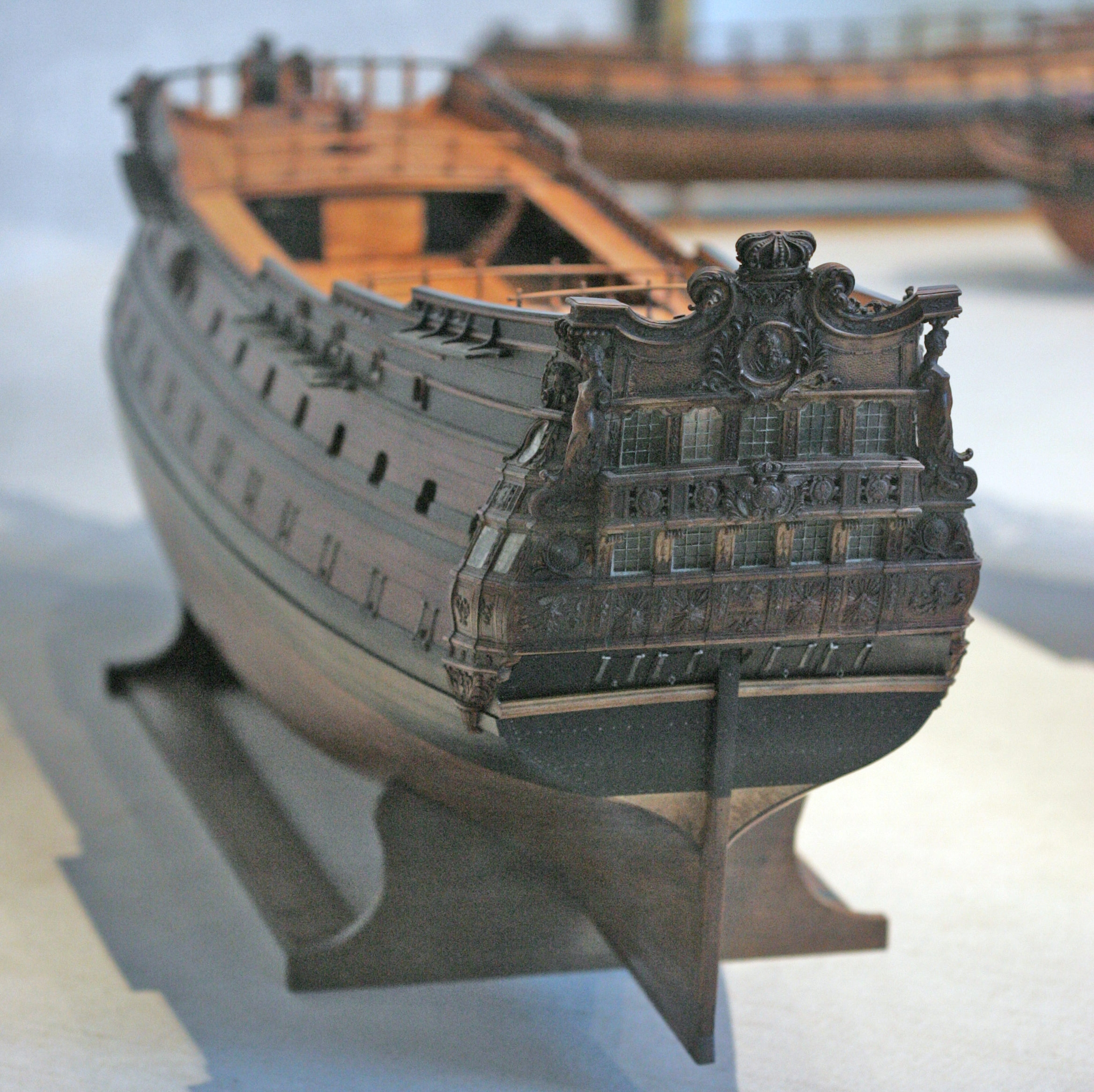
Modèle réduit du Brillant, vaisseau de la flotte de qui a inspiré le dessin de La Licorne.

Au début de l'année 1942, il réunit une abondante documentation écrite et iconographique pour préparer la rédaction du Secret de La Licorne, onzième tome de la série. Il s'appuie notamment sur la collection de maquettes du prince Rodolphe de Croÿ et sur des modèles réduits que lui présentent les frères Chauveau, deux antiquaires bruxellois. Parmi ces documents figurent de nombreux croquis de vaisseaux inspirés de ceux de la Marine royale française, bien qu'Hergé n'ait probablement jamais visité le musée national de la Marine de Paris. Il entreprend également une collaboration avec le maquettiste Gérard Liger-Belair, gérant d'un magasin de modèles réduits à Bruxelles, qu'il charge de réaliser une maquette précise de La Licorne afin d'une part, de vérifier la conformité du vaisseau qu'il a dessiné, et d'autre part de le représenter de façon réaliste sous différents angles.
Lors de la préparation de Coke en stock, en 1956, Hergé consulte de nombreux ouvrages, parmi lesquels une édition illustrée des Secrets de la mer Rouge d'Henry de Monfreid, plusieurs numéros de la Revue maritime, ou encore le livre Un sous-marinier de la Royal Navy d'Edward Young. Il embarque également en compagnie de son assistant Bob de Moor pendant quatre jours à bord du cargo Reine-Astrid, qui assure la liaison entre Anvers et Göteborg. Les photos et les croquis réalisés lors de ce court séjour sont utilisés pour dessiner les séquences où les héros naviguent à bord du Ramona,. Tous les autres navires de l'album sont eux aussi dessinés à partir de photographies de modèles réels, soigneusement consignées par Hergé dans la documentation qu'il amasse au cours de sa carrière.

## Popularité
En parallèle de la publication du Secret de La Licorne en 1942, Hergé accède à la demande de Gérard Liger-Belair de réaliser une maquette de La Licorne en vue de la commercialiser dans son magasin bruxellois, Au petit constructeur. Les deux hommes se sont rencontrés en 1938 à la Fédération des scouts catholiques de Belgique dont Liger-Belair était le secrétaire. Avant la guerre, ce dernier avait par ailleurs commercialisé une maquette en bois de balsa du Stratonef H. 22, apparu dans Le Testament de M. Pump, premier volet de bande dessinée des Aventures de Jo, Zette et Jocko, une autre série d'Hergé.
Une autre maquette de La Licorne est éditée en 2011, après la sortie du film Les Aventures de Tintin : Le Secret de La Licorne réalisé par Steven Spielberg. Conçue par Pierre-Henri Le Coz, charpentier de marine à Roscoff, elle est fabriquée à 500 exemplaires dans un atelier au Viêt Nam. La même année, les éditions Hachette lancent une collection en 110 volumes pour construire la maquette du navire, chaque numéro comprenant les éléments du bateau ainsi qu'un livret explicatif,,.
En 1999, une exposition intitulée Tintin, Haddock et les bateaux est organisée à Saint-Nazaire par l'association Les 7 Soleils et présidée par Jean-Claude Chemin. Un album est alors réalisé par Yves Horeau, puis réédité en 2021. Cette même exposition, enrichie et augmentée, se tient sous le titre Mille sabords ! en 2001 au palais de Chaillot, à Paris, à l'initiative du musée national de la Marine et de la Fondation Hergé. L'exposition connaît ensuite plusieurs présentations à l'étranger, comme à Londres, Barcelone, Stockholm ou Ostende.

## Recensement des bateaux
Les bateaux apparaissant dans Les Aventures de Tintin sont présentés non exhaustivement par ordre alphabétique. Certains d'entre eux ne sont dessinés que dans la version originale en noir et blanc des albums, tandis que d'autres le sont pour les éditions en couleurs. De même, certains navires sont seulement cités par les personnages sans être dessinés.
Plusieurs petites embarcations dessinées par Hergé dans les différents albums ne font pas l'objet d'une présentation détaillée, comme le canot automobile dont le héros s'empare dans Tintin au pays des Soviets, la vedette qu'il emprunte sur le lac Michigan dans Tintin en Amérique, le sampan du Lotus bleu, la pirogue de L'Oreille cassée, la barque à moteur qu'il achète pour rallier L'Île Noire, celle à rames qu'il emprunte pour franchir les douves du château Kropow dans Le Sceptre d'Ottokar, le canot à bord duquel Tintin et le capitaine Haddock prennent la fuite dans Le Crabe aux pinces d'or (inspiré d'une photographie des rescapés du naufrage du paquebot Georges Philippar en 1932), la vedette du Shéhérazade dans Coke en stock, qui est la même que celle empruntée par Tintin et le capitaine dans L'Affaire Tournesol ou encore le sous-marin de poche mis au point par le professeur Tournesol pour explorer l'épave de La Licorne et qui figure sur la couverture du Trésor de Rackham le Rouge.

### Bateaux cités et dessinés

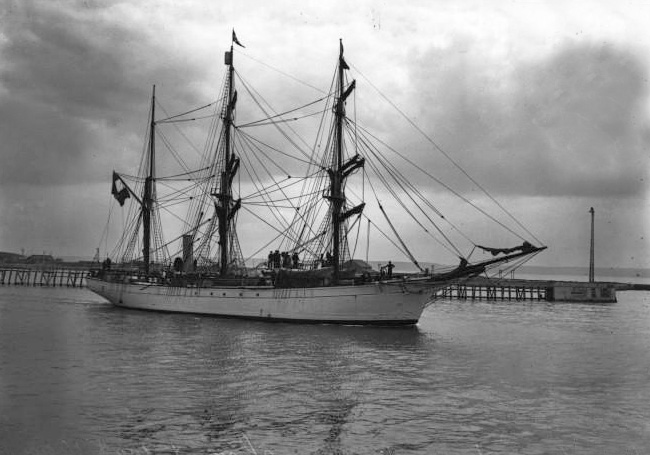
Le Pourquoi Pas ? IV sert de modèle au Peary.

- L'Aurore est, dans L'Étoile mystérieuse, le navire polaire à bord duquel embarque l'expédition scientifique du FERS (Fonds Européen de Recherche Scientifique) qui cherche à découvrir l'emplacement d'un aérolithe tombé dans l'océan Arctique[27]. Un hydravion figure également à son bord. Dans un entretien accordé à l'écrivain Numa Sadoul, Hergé dit regretter le dessin de ce navire, réalisé sans maquette ni modèle, et qui serait incapable de tenir la mer[28],[27].
- Le City of Doodlecastle est un bateau de contrebande d'opium présent uniquement dans la version originale en noir et blanc des Cigares du pharaon. Sa silhouette est celle d'un remorqueur[29]. Il est remplacé dans l'édition en couleurs par un navire d'aspect radicalement différent : le grand yacht motorisé Sereno[30].
- Le MS Épomeo est un paquebot à bord duquel Tintin effectue une traversée maritime à destination de Shanghai au début de l'album Les Cigares du pharaon. Il s'agit d'une copie fidèle du Victoria, un navire lancé en 1953 par la compagnie italienne Lloyd Triestino. Long de 152 mètres et capable d'embarquer 500 passagers, il assurait la liaison entre Venise et l'Extrême-Orient. Le nom du navire choisi par Hergé est tiré du mont Époméo, point culminant de l'île d'Ischia, au large de Naples[31].
- Le navire utilisé par le pirate Rackham le Rouge, dans Le Secret de La Licorne, est une galiote, dessinée à partir d'un modèle conservé dans les archives d'Hergé. Elle ne porte pas de nom dans l'album. Sa présence dans la mer des Caraïbes est plutôt inhabituelle car à l'époque où se déroule l'assaut de La Licorne, elle est utilisée comme navire de commerce en mer du Nord[10].
- Le Harika Maru est un navire appartenant à Mitsuhirato dans Le Lotus bleu, ancré dans le port de Shanghai, et qui lui sert à transporter de l'opium à destination de Marseille[32].
- Le Kentucky Star est un navire aux ordres de la banque Bohlwinkel qui tente de couler l’Aurore dans L'Étoile mystérieuse[32].
- Le Karaboudjan est le cargo à bord duquel Tintin est emprisonné dans Le Crabe aux pinces d'or. Il y rencontre le capitaine Haddock, commandant du navire, dont l'autorité est bafouée par son second, Allan Thompson, qui l'abreuve de whisky afin d'être le véritable maître à bord et de transporter de l'opium dans les cales du cargo en toute impunité. Le bateau est par la suite renommé Djebel Amilah après un faux naufrage dans l'océan Atlantique, quand les trafiquants cherchent à effacer leurs traces[10]. L'essayiste Jean-Marie Apostolidès considère le Karaboudjan comme « le lieu le plus pourri que le héros ait connu » au cours de ses aventures[33]. L'origine de son nom soulève plusieurs hypothèses. Selon Yves Horeau, il s'agit d'un mot-valise inventé par Hergé à partir de deux toponymes géographiquement proches : Kara-Bougaz[34], le nom d'une lagune turkmène située à l'est de la mer Caspienne, qui est aussi le titre d'un roman de l'écrivain soviétique Constantin Paoustovski[35], et Azerbaïdjan[34]. Une autre hypothèse évoque une référence au karabouya (ou carabouya), un bonbon aux saveurs d'anis et de réglisse vendu sur les marchés belges[36]. L'allure générale du navire, amarré au port, est dessinée à partir d'une photographie du Glengarry, un navire écossais de Glasgow[24]. Le dessinateur Riad Sattouf rend hommage au Karaboudjan en le faisant apparaître dans le troisième tome de sa série L'Arabe du futur, paru en 2016[37].
- Le Léopoldville est un paquebot construit en 1928 à Hoboken par la société Cockerill et appartenant à la Compagnie maritime belge. Transformé en 1937, il assurait la liaison entre Anvers et le Congo belge. Hergé a reproduit la photo de ce navire sans jamais le nommer lors de la mise en couleurs de Tintin au Congo, en 1946. Selon Yves Horeau, il s'agit probablement d'un hommage car le navire avait été torpillé deux années plus tôt par un sous-marin allemand, à la veille de Noël, alors qu'il achevait la traversée Southampton-Cherbourg avec à son bord plus de 2 000 soldats américains[38].

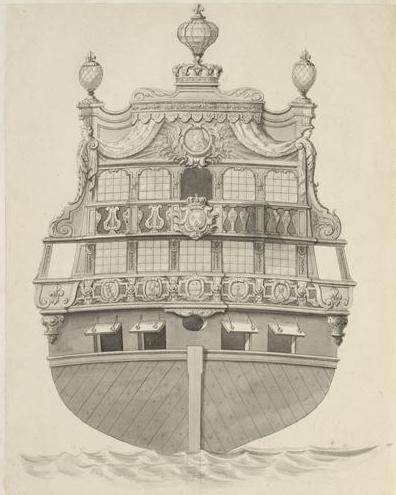
Dessin du tableau arrière du Brillant, par Jean Bérain.

- La Licorne est un trois-mâts commandé par le chevalier François de Hadoque, un ancêtre du capitaine Haddock au service de la flotte royale française de Louis XIV. Son histoire est contée dans Le Secret de La Licorne, tandis que Tintin et le capitaine organisent une expédition pour en retrouver l'épave dans Le Trésor de Rackham le Rouge. Pour dessiner son bateau, Hergé s'appuie notamment sur la collection de maquettes du prince Rodolphe de Croÿ, mais également sur les plans d'un navire de ligne de second rang de la Marine royale française, Le Brillant, pour en concevoir l'allure générale[10]. Par ailleurs, il sollicite Gérard Liger-Belair qui en construit la maquette, afin de vérifier la conformité du vaisseau et de le représenter fidèlement[10]. Son nom pourrait être inspiré de la rue de la Licorne, située près du domicile de Jacques Van Melkebeke qui aide Hergé dans la rédaction du scénario, d'une librairie bruxelloise reconvertie en galerie d'art et où l'on vendait des maquettes de bateaux, ou encore de celui d'un navire du roman Seconde Patrie, de Jules Verne[10].

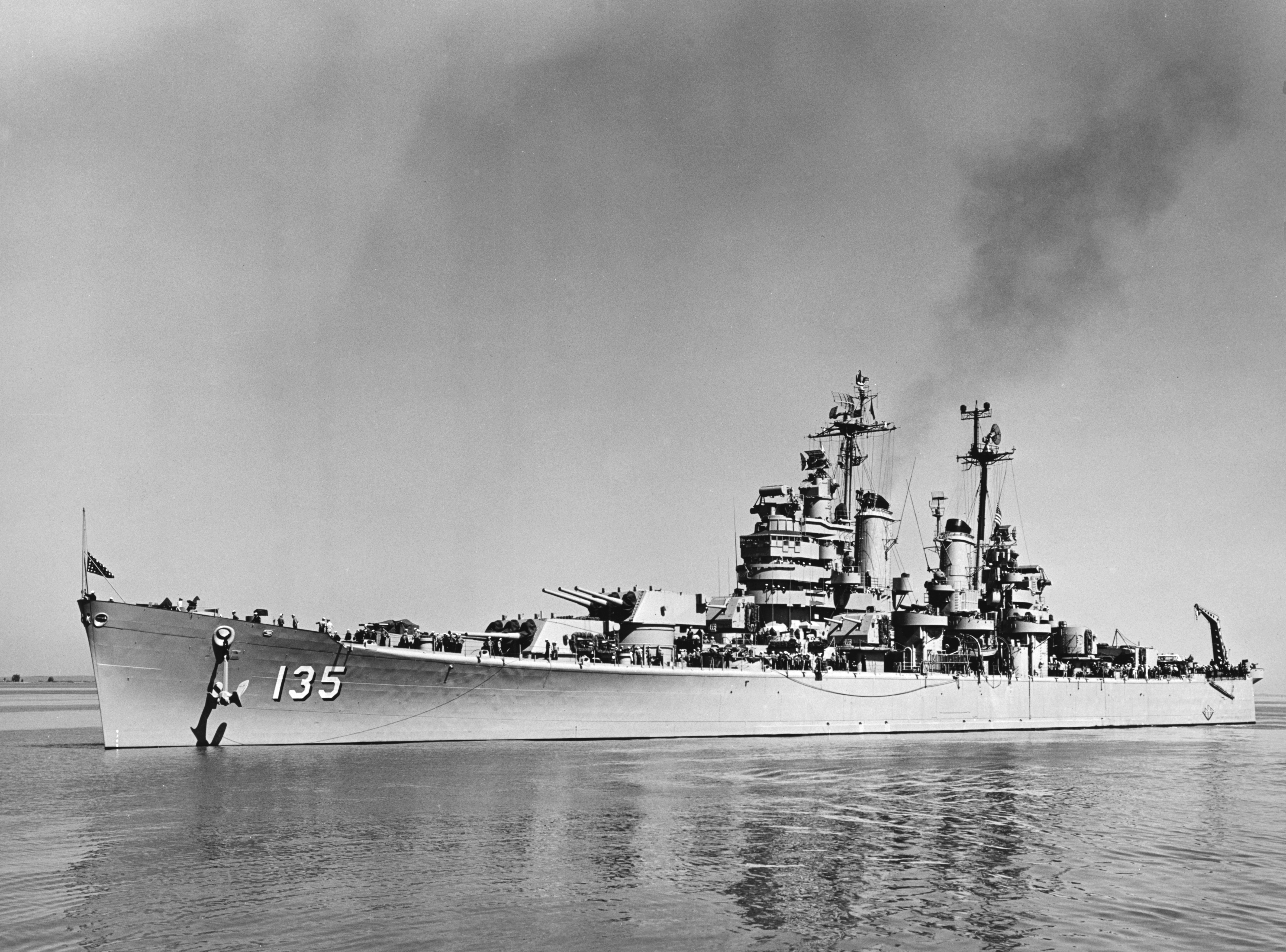
Le USS Los Angeles (CA-135) en 1952.

- Le USS Los Angeles (CA-135), dans Coke en stock, est un croiseur lourd américain construit à Philadelphie et lancé en août 1944. Ce navire de classe Baltimore est entré en service dans l'US Navy à la fin de la Seconde Guerre mondiale[39].
- Normandie, le plus grand paquebot du monde et fierté de la France des années 1930, est représenté à deux reprises, sans être cité mais en étant totalement identifiable, d'abord dans la version en noir et blanc de L'Oreille cassée, puis lors de la mise en couleurs de Tintin en Amérique après guerre, malgré la destruction du navire en 1942. Dans la première version de L'Oreille cassée, Normandie permet à Tintin de rejoindre l'Europe à la fin de l'aventure[40]. De même dans Tintin en Amérique, d’où il observe la skyline de New-York depuis le pont. Dans la série télévisée Les aventures de Tintin de 1992, il apparaît sous les traits évocateurs de l’affiche de Cassandre, accrochée dans la cabine dans laquelle est installé Tintin, à bord du Scheherazade.
- Le Pachacamac est un cargo péruvien qui assure la liaison entre Callao, au Pérou, et La Rochelle dans Les Sept Boules de cristal et Le Temple du Soleil, avec des cargaisons de bois et de guano. Le professeur Tournesol est retenu prisonnier à son bord. Son nom est à la fois celui d'un dieu-créateur en Amérique précolombienne et d'un site archéologique à proximité de Lima[32]. Il est dessiné à partir du SS Égypte, un navire dont Hergé a pu se procurer les plans et qu'il a pu visiter[41]. Issu du programme de guerre allemand de conversion de navires de commerce en croiseurs auxiliaires appelé « Hansa-Bauprogramm (de) »[42], il est construit en 1946 par les chantiers Jos Boel & Fils à Tamise. C'est ce même bateau qui sert de modèle au Ramona, quelques années plus tard, pour Coke en stock[43].

- Le Peary est, dans L'Étoile mystérieuse, le navire concurrent de l'Aurore dans sa course vers l'aérolithe, affrété par une banque de l'État de Sao Rico, dirigée par un certain Bohlwinkel. Le navire doit son nom à l'explorateur américain Robert Peary, célèbre pour avoir effectué des expéditions à travers le Groenland et à la recherche du pôle Nord, une découverte pour laquelle il se trouvait en concurrence avec Frederick Cook[44]. Selon Yves Horeau et Jacques Hiron, le dessin du Peary a pour modèle le Pourquoi Pas ? IV, le navire d'exploration polaire du commandant Jean-Baptiste Charcot qui fait naufrage en 1936 au large de l'Islande et dont une photographie figure parmi les archives personnelles d'Hergé[45].
- Le Prince Baudouin, du nom du jeune prince belge, est un ferry assurant la liaison Ostende-Douvres que Tintin emprunte pour rejoindre l'Angleterre dans L'Île Noire. Le bateau est représenté et cité dans la première édition en noir et blanc, et seulement identifié dans l'édition en couleurs[40],[46].
- Le Ramona, dans Coke en stock, est le cargo commandé par Allan Thompson et appartenant au marquis di Gorgonzola, destiné à transporter des esclaves africains noirs en Arabie. Le capitaine Haddock en récupère le commandement après qu'Allan et ses hommes ont fui le navire à la suite d'un incendie. Il a pour modèle le SS Égypte, comme le Pachacamac, mais également le cargo Reine-Astrid, naviguant entre Anvers et Göteborg et sur lequel Hergé et Bob de Moor embarquent pendant quatre jours en août 1956[13].

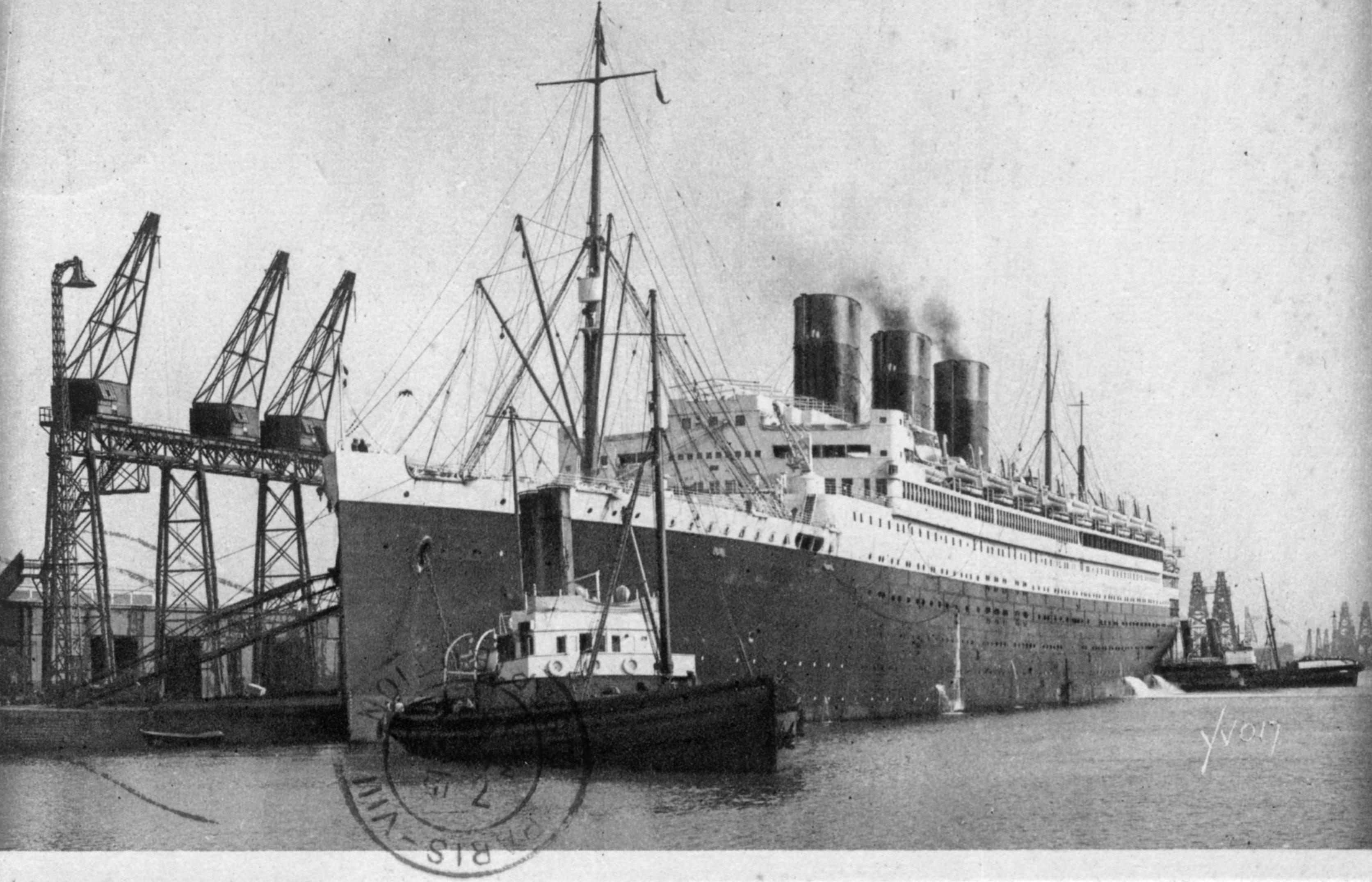
Le transatlantique Paris.

- Le SS Ranchi est un paquebot anglais, lancé en 1925[47], sur lequel Tintin s'embarque pour quitter Shanghai à destination de Bombay, dans Le Lotus bleu, avant d'être enlevé et ramené en Chine par la société secrète des Fils du Dragon. Il porte le nom d'une ville d'Inde[32] et son allure générale reprend celle du paquebot Paris, lancé en 1921[48].
- Le Ranpura est le paquebot que prend Tintin à la fin du Lotus bleu pour rentrer en Europe. Il est nommé dans la version originale en noir et blanc et n'est que dessiné dans celle en couleurs. Hergé a probablement utilisé plusieurs modèles pour le dessiner : Michael Farr note une ressemblance avec le Leviathan[49], tandis que Jean-Marie Embs et Philippe Mellot le rapprochent de plusieurs photographies montrant le Cap Polonio, un autre paquebot de la compagnie Hamburg America Line[48].
- Requin est le nom de code d'un sous-marin pirate commandé par Kurt et aux ordres du marquis di Gorgonzola, dans Coke en stock. Il s'agit d'un U-Boot type VII C datant de 1939, l'un des modèles les plus utilisés par la Kriegsmarine pendant la Seconde Guerre mondiale[25]. L'un de ses hommes d'équipage, un nageur de combat chargé de déposer une mine sur la coque du Ramona, est inspiré d'un personnage réel : Lionel Crabb, agent de la Royal Navy et du Secret Intelligence Service, dont la photographie a servi de couverture à l'ouvrage Les Hommes-Grenouilles, de l'écrivain allemand Cajus Bekker, paru en 1955. Hergé s'appuie sur cette image pour reproduire fidèlement l'équipement du nageur[50].

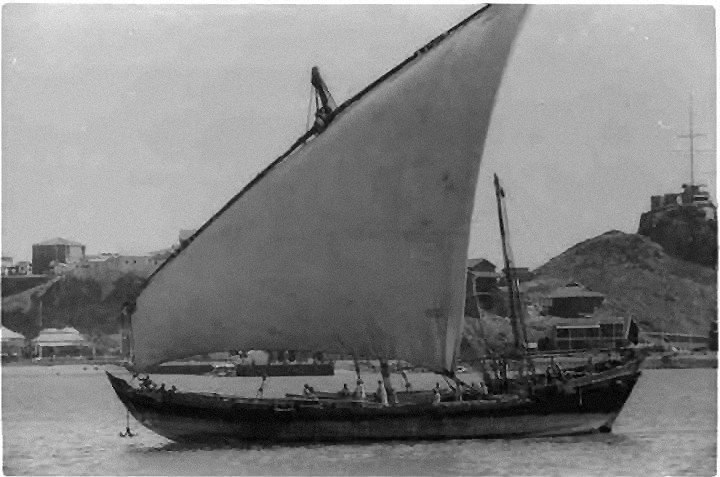
Un sambouk dans le golfe d'Aden en 1936.

- Deux sambouks sont représentés dans Coke en stock. Il s'agit de voiliers à deux mâts et voiles triangulaires, de la famille des boutres, originaires de la mer Rouge et typiques de la péninsule arabique[51].
- Le Sereno est un yacht motorisé[52] appartenant à Allan Thompson dans Les Cigares du pharaon. Utilisé par son propriétaire pour la contrebande[53], il prend brièvement à son bord les sarcophages qui enferment Tintin, Milou et le professeur Siclone. Trois modèles de navire peuvent avoir été source de son inspiration.

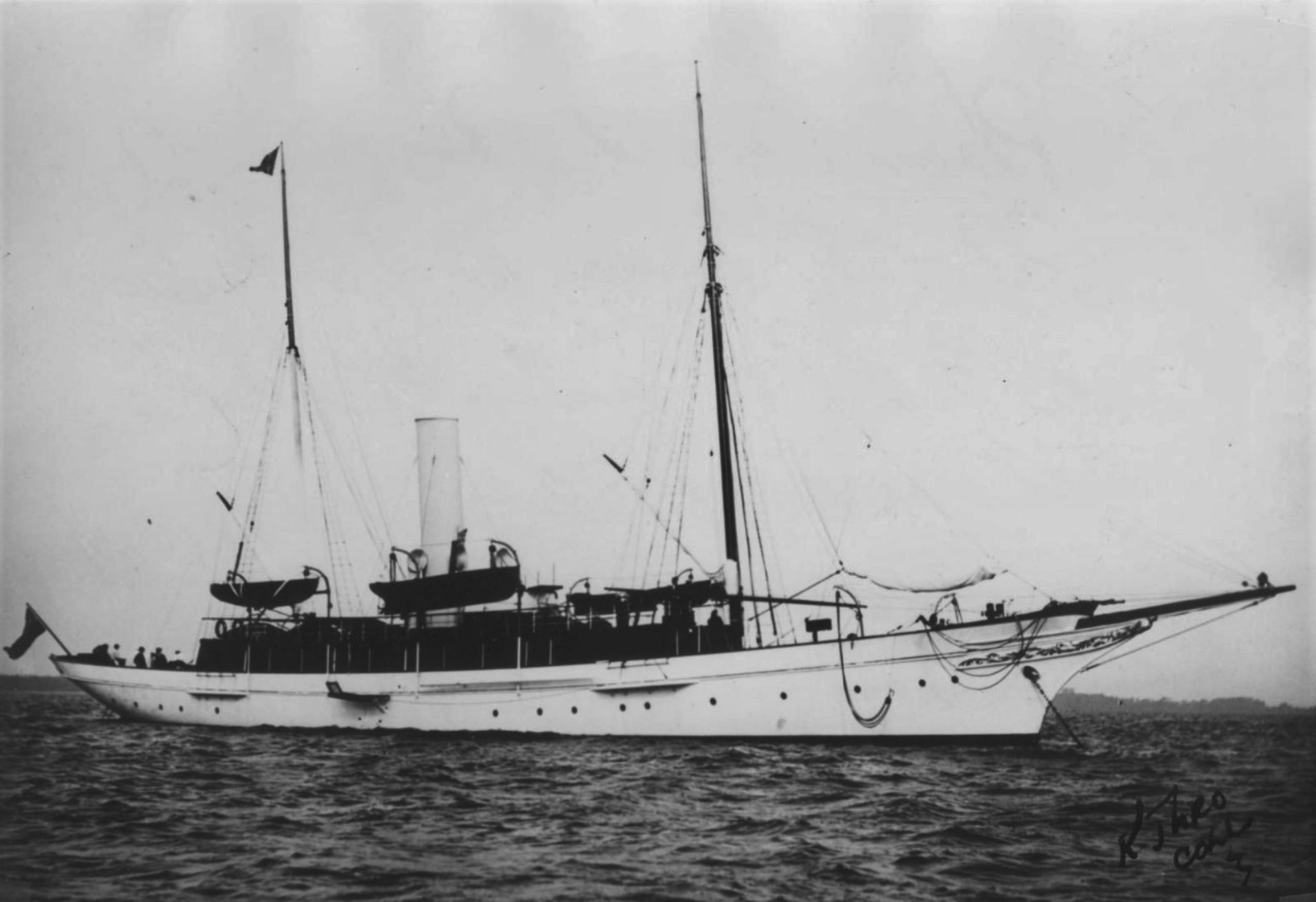
Gunilda 6

En premier lieu un grand yacht[54] : le MV Savarona[55].
 La proue du navire est fidèlement reproduite[31] (quoique à l’échelle 1/2), mais les dimensions du Savarona[56] excèdent largement celles du Sereno[57] qui lui sont justement de moitié moindre.
Le dessin correspond donc à cet autre modèle source, le yacht en:Gunilda datant de 1897, dont  l’étrave et la figure de proue lui sont parfaitement similaires. De plus, les dimensions et l’allure générale du Sereno correspondent précisément à celles du Gunilda. Gunilda 6.
 La troisième inspiration pour le Sereno, conforme en taille[58] et en aspect, est la canonnière italienne Aurora[59]. Toutefois, pour le Sereno, Hergé n'a pas conservé la teinte noire de la coque de l'Aurora.
- Le Sirius (1) est un chalutier appartenant au capitaine Chester, un ami du capitaine Haddock. Il apparaît de loin dans L'Étoile mystérieuse, mais Chester le prête ensuite à Haddock lorsque celui-ci part à la recherche du Trésor de Rackham le Rouge. Il s'agit d'une copie du chalutier John-O.88, assemblé aux ateliers Jos Boel et Fils à Tamise et mis en service à Ostende dans les années 1930[60]. C'est le collectionneur Alexandre Berqueman, ami d'Hergé, qui en fournit les plans du constructeur au dessinateur pour qu'il puisse en préciser les détails[61].

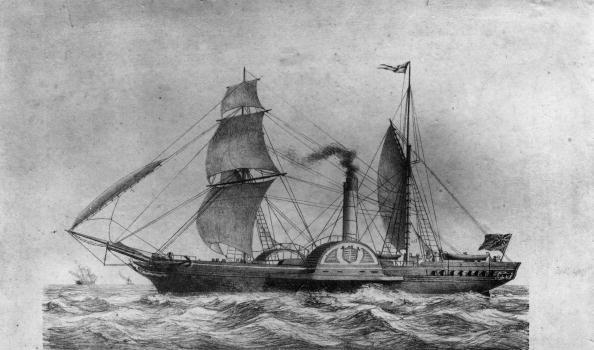
Le Sirius vers 1838.

- Le Sirius (2), représenté sur un tableau dans l'appartement du capitaine Haddock dans Le Secret de La Licorne, est le premier navire transatlantique à vapeur à effectuer une traversée de l'Atlantique en 1838[60].
- Le Speedol Star est un pétrolier qui assure la liaison entre l'Europe et le Moyen-Orient dans Tintin au pays de l'or noir. C'est à son bord que Tintin et les Dupondt embarquent pour rallier le Khemed. Il a été redessiné à plusieurs reprises, notamment pour l'édition de 1971 à partir de croquis réalisés par Bob de Moor à partir d'un pétrolier de 1939 ancré dans le port d'Anvers[38].
- Le Shéhérazade, dans Coke en stock, est un yacht de luxe appartenant au marquis di Gorgonzola, alias Rastapopoulos, à bord duquel sont recueillis Tintin, le capitaine Haddock et Szut, à la dérive sur un radeau. La vedette de ce navire cache en réalité un sous-marin de poche, engin fantaisiste que Rastapopoulos utilise pour disparaître[62].
- Le Thysville est le paquebot que Tintin utilise pour rejoindre l'Afrique dans la première version en noir et blanc de Tintin au Congo. Cargo mixte à deux hélices construit en 1922 à Hoboken, il tire son nom d'une ville de la colonie du Congo belge[30].
- Le Ville de Lyon est un paquebot transatlantique que prend Tintin pour voyager du Havre au San Theodoros dans L'Oreille cassée[38].
- Le Washington est un paquebot assurant la liaison entre l'Europe et l'Amérique du Nord, dans L'Oreille cassée. C'est sur ce navire que Tintin retrouve finalement le fétiche volé au Musée ethnographique de Bruxelles[38].

### Bateaux cités mais non représentés
- Le Bénarès est un bateau à vapeur qui s'est porté sans succès au secours du Karaboudjan dans Le Crabe aux pinces d'or[38].
- Le Black Cat est un bateau en chargement au port de La Rochelle dans Les Sept Boules de cristal[38].
- Le Blackstar, le Cervin et le Saturne sont trois bateaux dont se sert Mitsuhirato dans Le Lotus bleu pour acheminer de l'opium vers l'Europe. Le premier a pour destination Rotterdam, le second Hambourg et le troisième Liverpool[38].
- Le Golden Oil, dans L'Étoile mystérieuse, est un pétrolier de la société homonyme qui ravitaille le Sirius dans le port d'Akureyri, en Islande[38].
- Le cargo Jupiter et le vapeur Tanganyika sont deux navires qui, selon la radio, ont fait naufrage lors d'une tempête au large de Vigo, dans Le Crabe aux pinces d'or[38].
- Le Titanic est cité à deux reprises, d'abord dans Le Trésor de Rackham le Rouge quand le capitaine Haddock présente la figure de proue de La Licorne au professeur Tournesol, puis dans Tintin au pays de l'or noir, sur le bonnet des Dupondt quand ils s'embarquent sur le Speedol Star[38].
- Le Valmy est le cargo commandé par le capitaine Chester dans Les Sept Boules de cristal. Il fréquente le port de La Rochelle[38].
- Le Vilnaranda est un faux bateau en difficulté imaginé par les rivaux de Tintin pour ralentir la progression de son expédition dans L'Étoile mystérieuse[38]. Lors de son enquête sur ce prétendu naufrage, Tintin reçoit des nouvelles de nombreux bateaux signalant que tout va bien à leur bord : le Vilhelmina, le Villafranca di Verona, le Villang… (nom incomplet), le Villaverde, le Ville de Lyon, le Ville de Nantes, le Ville de Rouen, le Ville de St-Nazaire et le Ville de Toulon[38]. Le Ville de Rouen est par ailleurs cité dans la première édition du Lotus bleu comme appartenant à Mitsuhirato et destiné à livrer de l'opium au port du Havre[30].